# コン・トゥクィン
孔秀瓊（コン・トゥクィン、國語字：Khổng Tú Quỳnh、1991年11月22日 - ）は、ベトナムの歌手および女優。

## ディスコグラフィ
- いちごの話（2009年のアルバム）
- The G-Invasion（2013年のアルバム）

## フィルモグラフィ

### 映画
- チン・プリンセスと5人の勇敢な将軍（2010年）
- 輝ける日々に（2018年）

### テレビドラマ
- 愛の色（2010年）
- 夫売り（2019年）